# Гулькевичи
Гульке́вичи — город на юге России, в Краснодарском крае. Административный центр Гулькевичского района. Образует муниципальное образование Гулькевичское городское поселение.

## Этимология
Возник как посёлок при железнодорожной станции Гулькевичи (открыта в 1875 году); название по расположению станции на землях, принадлежавших советнику Н. В. Гулькевичу.

## География
Город расположен в 5 км от реки Кубани, на её левом (низком) берегу, в 176 км от краевого центра города Краснодара. По территории города протекает река Самойлова Балка, левый приток Кубани, течение которой зарегулировано системой прудов.
С севера на юг город протянулся на 3,5 км, а с востока на запад — на 7 км.
Преобладает умеренно континентальный климат. Среднегодовое количество осадков — 560 мм.

## История
Основан 15 июля 1875 года как посёлок при одноимённой железнодорожной станции. 24 марта 1959 года преобразован в рабочий посёлок.
21 июля 1961 года рабочему посёлку Гулькевичи присвоен статус города.

### XIX век
После завершения Кавказской войны в 1864 году, встал вопрос об освоении этого края. В 1875 году прокладывается одноколейная железная дорога «Ростов—Владикавказ». Среди 37 станций на этом пути, на 249-й версте от Ростова по фамилии владельца участка была обозначена станция Гулькевичи. Хозяином земли являлся Н. В. Гулькевич (1814—1876). Сам он был выходцем из семьи военного, проживавшего в городе Мелитополе; а работал в уездном суде копиистом. Во время Кавказской войны Гулькевич управлял делами Кавказского комитета, ведавшего снабжением российской армии. Александр II отличившимся на войне дарил земли. В 1872 году плодородные кубанские земли достались и Н. В. Гулькевичу — тайному советнику, статс-секретарю, награждённому орденами за верную службу царю и Отечеству. Вокруг станции хуторки постепенно слились в единое село, получившее то же название, что и станция.
Датой основания Гулькевичи считается 15 июля 1875 года — день, когда открылось движение по Ростово-Владикавказской железной дороге. Когда город, а в то время посёлок, только развивался, его население в 1875 году составляло всего лишь 27 человек. В основном люди жили в саманных хатах. Постепенно на станции появлялись новые люди, население посёлка увеличивалось.

### XX век
В 1902 году население составило почти 950 человек и продолжало стремительно увеличиваться.
С созданием района в 1935 году, на базе многотиражки «Колхозный путь», первый номер которой вышел в апреле 1933 года, стала издаваться районная газета «За первенство» (позже «Прикубанская искра», а потом «В 24 часа»). К моменту образования района промышленность была представлена комбикормовым заводом, мельничным комбинатом, сахарным и винным заводами. Кооперативная артель «Красный партизан» производила мясоразрубку, варила мыло, вела засолку, копчение, имела сеть парикмахерских, плела корзины, вырабатывала дёготь и колёсную мазь. Сельское хозяйство включало в себя 84 колхоза, 3 МТС, 6 совхозов, 2 научных станции. Урожаи пшеницы не превышали 8—10 ц с гектара. На учёте было 103 трактора и 12 комбайнов. Животноводство насчитывало 1390 коров (в единоличном секторе имелось 2520).
С первых дней Великой Отечественной войны в городе и районе началась перестройка народного хозяйства на военный лад. «Все для фронта! Все для победы!» — этот лозунг стал главным для тех кто остался в тылу. Формируется Гулькевичская казачья сотня. В составе 4-го казачьего кавалерийского корпуса сотня участвовала в боях с фашистами под станицей Кущевской. В августе 1942 года эвакуировали в горы колхозный скот, автомашины, тракторы. Все, что нельзя было вывезти, уничтожалось. Курсанты урюпинского военно-пехотного училища сдерживали наступление фашистов. 4 августа, вечером, взорвав мост через реку, оставшиеся в живых урюпинцы вернулись в Гулькевичи. Их было немного, большая часть 18—19-летних парней погибла. Врагу не удалось уничтожить сахарный завод. О его спасении было рассказано в очерке «Кровь и сахар» в газете «Известия» в 1943 году поэтом А. Софроновым, участвовавшим в освобождении Гулькевичи.
На фронт ушло 10 600 чел. (сведения неточные). Население района, по данным 1940 года — 48 693 чел. Вместе с войсками Советской Армии освобождал Гулькевичи известный писатель и журналист Константин Михайлович Симонов. Тогда он написал очерк «Гулькевичи—Берлин» — об угоне в Германию в рабство юношей и девушек из Гулькевичского района. За участие в освобождении города от оккупантов и освещение в печати одной из трагических страниц в истории Гулькевичи К. М. Симонову было присвоено звание почётного гражданина города Гулькевичи. Его именем названа одна из улиц. А в 1983 году установлен барельеф К. М. Симонову. Трижды писатель посетил город.
24 марта 1959 года населённый пункт был преобразован в рабочий посёлок, а 21 июля 1961 года — в город.
9 мая 1965 года в память о погибших в Великой Отечественной войне земляках зажжён Вечный огонь. Здесь же открыта галерея Героев Советского Союза. На плитах мемориала «Родина-мать» выбито 912 фамилий погибших, умерших, пропавших без вести во время Великой Отечественной войны солдат и офицеров — жителей Гулькевичи. Гулькевичский комбикормовый комбинат в период оккупации был полностью разрушен. Его восстановление началось сразу же после изгнания фашистов.
Среди новых промышленных предприятий города выделяется Агропромышленный строительный комбинат. Комбикормовый комбинат стал комбинатом хлебопродуктов. Это одно из крупнейших предприятий на Кубани, поставщик комбикормов и семян кукурузы. Сахарный завод в 1993 году отметил своё 80-летие.

### Памятные даты
- 27 января 1943 года — день освобождения района от немецко-фашистских захватчиков.
- 21 июля 1961 года — день города Гулькевичи.

## Население
| 1926    | 1939    | 1959    | 1967    | 1970    | 1979    | 1989    | 1992    | 1996    | 1998    |
| ------- | ------- | ------- | ------- | ------- | ------- | ------- | ------- | ------- | ------- |
| 6239    | ↗8247   | ↗20 280 | ↗23 000 | ↘22 052 | ↗27 290 | ↗31 668 | ↗33 300 | ↗35 000 | ↗35 100 |
| 2000    | 2001    | 2002    | 2003    | 2005    | 2006    | 2007    | 2008    | 2009    | 2010    |
| ↗35 200 | ↗35 300 | ↘35 141 | ↘35 100 | →35 100 | ↘35 000 | →35 000 | ↗35 100 | ↘34 953 | ↗35 244 |
| 2011    | 2012    | 2013    | 2014    | 2015    | 2016    | 2017    | 2018    | 2019    | 2020    |
| ↘35 200 | ↘34 933 | ↘34 645 | ↘34 479 | ↘34 347 | ↘34 289 | ↗34 360 | ↘34 236 | ↘34 215 | ↗34 272 |
| 2021    | 2023    | 2025    |         |         |         |         |         |         |         |
| ↘33 357 | ↘33 175 | ↘32 911 |         |         |         |         |         |         |         |

На 1 января 2025 года по численности населения город находился на 459-м месте из 1124 городов Российской Федерации.
Национальный состав
По данным Всероссийской переписи населения 2010 года:
| Народ                     | Численность, чел. | Доля от всего населения, % |
| ------------------------- | ----------------- | -------------------------- |
| русские                   | 32 701            | 92,78 %                    |
| армяне                    | 755               | 2,14 %                     |
| украинцы                  | 584               | 1,66 %                     |
| немцы                     | 287               | 0,81 %                     |
| другие                    | 681               | 1,93 %                     |
| не указана национальность | 236               | 0,67 %                     |
| Всего                     | 35 244            | 100,0 %                    |

## Экономика
Промышленность
На территории района осуществляют экономическую и хозяйственную деятельность 14 крупных и средних предприятий. Основные виды продукции, выпускаемые предприятиями: сборный железобетон, стеновые материалы, стальные металлоконструкции, материалы строительные нерудные, комбикорм, сахар-песок, мука, хлеб и хлебобулочные изделия.
К основным бюджетообразующим предприятиям района относятся:
- ПАО «Агропромышленный строительный комбинат «Гулькевичский»,
- ПАО «Северо-Кавказский завод стальных конструкций»,
- ПАО «Силикат»,
- ООО «Северо-Кавказский комбинат промышленных предприятий»,
- ПАО «Гулькевичский завод бетонных блоков «Блок»,
- Гирейское АО «Железобетон»,
- ПАО «Гиркубс»,
- АО «Дорожно-строительное управление № 7»,
- ООО «Крахмальный завод «Гулькевичский»,
- ООО «Хлебозавод «Гулькевичский»,
- Кавказский завод железобетонных шпал — филиал ОАО «РЖД»,
- ПАО «Карьероуправление «Венцы-3аря»,
- ООО «Белый медведь»,
- ПАО «Гулькевичский комбинат хлебопродуктов».

Сельское хозяйство г. Гулькевичи
Основу сельскохозяйственного сектора экономики составляют 17 отраслевых хозяйств. Три из них входят в знаменитый клуб «Агро-300», объединяющий триста лучших хозяйств России. Это ОПХ ОНО Племзавод «Кубань», СПК колхоз — племзавод «Наша Родина», ЗАО Племзавод «Гулькевичский». В районе более 440 КФХ и 18690 ЛПХ.
Племенной завод «Гулькевичский» специализируется на получении племенных свиней, совхоз «Оранжерейный» в любое время года снимает урожай овощей; коллектив сельхозпредприятия «Дружба» выращивает яблоки, вишню, сливу, черешню. Продукция предприятия идёт в промышленные города, реализуется и в районе.
В посёлке Ботаника (в 20 км юго-западнее), расположен уникальный Генетический банк семян имени Н. И. Вавилова. В хранилищах этого банка хранятся семена растений, собранных по всему миру.

## Образование и наука
В черте города находится пять общеобразовательных организаций МАОУ «Средняя общеобразовательная школа № 1», МБОУ «Средняя общеобразовательная школа № 2», МАОУ «Средняя общеобразовательная школа № 3», МБОУ «Средняя общеобразовательная школа № 4», МБОУ «Средняя общеобразовательная школа № 7», Государственное бюджетное профессиональное образовательное учреждение «Гулькевичий строительный техникум»(бывшее ПУ № 26).
Имеется научно-исследовательское учреждение: Северо-Кавказский филиал научно-исследовательского института сахарной свёклы и сахара Российской академии наук (ОНО ОПХ «Гулькевичское» ФГБУН СКНИИССиС РАН).

## Спорт
В Гулькевичи работают секции вольной борьбы, лёгкой атлетики, построен спортивный комплекс «Звёздный» муниципального образовательного учреждения специализированной детско-юношеской спортивной школы олимпийского резерва «Венец» по лёгкой атлетике муниципального образования Гулькевичский район. В комплексе несколько спортивных залов: большой игровой спортивный зал, борцовский зал и тренажёрный холл. На третьем этаже имеется гостиничный комплекс. Есть стадион с футбольным полем и беговыми дорожками. Футбольный клуб «Венец» в 1992—2002 годах участвовал в первенстве России (среди команд мастеров — профессиональных футбольных клубов).

## Достопримечательности
- В 2012 году был открыт памятный бюст Владимира Высоцкого в городском парке культуры и отдыха;
- В районе Роддома в 2013 году был открыт памятник «Птица счастья»;
- Краеведческий музей, был открыт в 1977 году, основные экспонаты музея: археологические раскопки, фронтовые письма, коллекции орденов, военные фотографии;
- Свято-Троицкая церковь, храм был освящён в 2011 году;
- Парк культуры и отдыха.

## Транспорт
Железнодорожная станция соединяет город с Кропоткиным, Армавиром, Усть-Лабинском, Тихорецком, Новоалександровском, Изобильным, Краснодаром, Ставрополем.
С автовокзала города автобусы ходят в Кропоткин, Краснодар, Абинск, Новороссийск, Геленджик, Новокубанск, Тамань, Черкесск.